# Ревани
Рѐвани (на гръцки: Διποταμιά, Дипотамия, до 1926 година Ρέβανη, Ревани, на албански: Revani) е село в Егейска Македония, Република Гърция, част от дем Нестрам в административната област Западна Македония.

## География
Селото е разположено на 35 километра западно от град Костур, в подножието на граничната между Гърция и Албания планина Алевица. На север Ревани граничи с Шак (Комнинадес) и Пончара, на запад с Божи град (Мирас) и Видово (Видохова), на юг със Зеленград (Месоврахо) и на изток с Гърлени (Хионато).

## История

### В Османската империя
Фатос Рапай записва следната легенда за хълма Джумба е Шкипес (в превод Албански хълм) от албански бежанци от Ревани:
| „ | В миналото, когато страната е била окупирана от българите, те не са позволявали на реванчани вече да говорят албански, а само български. Хората били много разстроени от това и един ден селото се събрало на хълма Джумба е Шкипес и решило, че отсега насетне вече няма да говорят български, а само своя си език албански. От сутринта, който кажел Добро утро на български и изобщо който говори български, ще бъде осъден на смърт. На следващата сутрин пастирът на селото извикал: „O sello terja govendi“. Селяните го хванали и го убили на Джумба е Шкипес, а кметът на селото казал на хората: Това е Джумба е Шкипес, който говори друг български, ще получи своето място тук до краваря. | “ |

В края на XIX век Ревани е албанско мюсюлманско село. Според статистиката на Васил Кънчов („Македония. Етнография и статистика“) в 1900 година Ревани има 340 жители арнаути мохамедани.
На Етнографската карта на Битолския вилает на Картографския институт в София от 1901 година Ревани е чисто турско село в Костурската каза на Корчанския санджак с 50 къщи.
Гръцка статистика от 1905 година представя селото като турско с 400 жители.
Според Георги Константинов Бистрицки Ревани преди Балканската война има 130 албаномохамедански къщи.
На етническата карта на Костурското братство в София от 1940 година, към 1912 година Ревани е обозначено като албанско селище.
Преди 1923 година в селото има следните фамилии: Аметови (Ametlinj), Беголеви (Begolli), Бекулеви (Bekulli), Беулкови (Beulka), Чочореви (Çoçore), Фарови (Faro), Гелеви (Gjeli), Корчареви (Korçarë), Личреви (Liçre), Ликови (Lika), Манголеви (Mangollinj), Манокови (Manoku), Нухреви (Nuhre), Пашови (Pasho), Пупеви (Pupe), Родеви (Rrodhe), Джуреви (Xhurre), Юстреви (Ystre), Зюпреви (Zypret).

### В Гърция
През Балканската война в 1912 година в селото влизат гръцки части и след Междусъюзническата война в 1913 година Ревани остава в Гърция. През 20-те години мюсюлманското население на Ревани се изселва в Албания и на негово място са заселени понтийски гърци бежанци от Турция, които в 1928 година са 438 или според други данни 128 семейства и 493 души.
Жителите произвеждат жито, леща и тютюн като се занимават и със скотовъдство.
В 1926 година селото е прекръстено на Дипотамия (в превод Двуречие). През Втората световна война в Ревани е създадена въоръжена бежанска чета за терор над българското население.
В 1925 година е построена църквата „Успение Богородично“.
По време на Гръцката гражданска война селото не пострадва. 13 деца са изведени извън страната от комунистическите власти като деца бежанци. От 1997 година Ревани е център на самостоятелен дем Акритес (Δήμος Ακριτών), който от 1 януари 2011 година по закона Каликратис е слят с дем Нестрам.
| Албански топоними от Ревани преди изселването в 1923 година | Албански топоними от Ревани преди изселването в 1923 година | Албански топоними от Ревани преди изселването в 1923 година |
| Име                                                         | Име                                                         | Обяснение                                                   |
| ----------------------------------------------------------- | ----------------------------------------------------------- | ----------------------------------------------------------- |
| Alevicë/a                                                   | Алевица                                                     | планина на Ю                                                |
| Arat e Lumit                                                |                                                             | ниви близо до центъра                                       |
| Branenicë/a                                                 | Браненица                                                   | гора и ниви на Ю                                            |
| Borroviq/i                                                  | Боровик                                                     | хълм, ниви и пасище на ЮИ                                   |
| Bregu i Vidhit                                              |                                                             | бряг и поле на СИ                                           |
| Cekrovë/a                                                   | Церкова                                                     | ниви на И                                                   |
| Cingaret                                                    | Цингарет                                                    | ниви на С                                                   |
| Çurnok/u                                                    | Чурнок                                                      | ниви на И                                                   |
| Dushnatrap/i                                                | Душнатрап                                                   | ниви на И                                                   |
| Furiqi i Shqiponjës                                         | Фурики                                                      | скала на Ю, на която гнездят орли                           |
| Fush’ e Revanit                                             | Реванско поле                                               | поле на СЗ                                                  |
| Granopolet                                                  | Гранополе                                                   | поле на СИ                                                  |
| Gungat                                                      | Гунга                                                       | ниви на Ю                                                   |
| Gjeraqinë/a                                                 | Геракина                                                    | хълм на З                                                   |
| Kamen/i                                                     | Камен                                                       | хълм на З                                                   |
| Karavidhe/ja                                                | Каравидия                                                   | поле и ниви на З                                            |
| Karoz/i                                                     | Кароз                                                       | ниви и чешма на Ю                                           |
| Klish e Vogël                                               | Мала църква                                                 | развалини на църква и гробове в центъра                     |
| Kodër e Abdullës                                            |                                                             | хълм и ниви на И                                            |
| Kodër e Gjelit                                              |                                                             | хълм и ниви на С                                            |
| Kodër e Sime                                                |                                                             | хълм и ниви на З                                            |
| Koqë/a                                                      |                                                             | ниви на И                                                   |
| Koria e Bekulit                                             | Кория на Бекул                                              | хълм с храсти на И                                          |
| Koria e Hysit                                               | Кория на Хюс                                                | хълм с храсти на И                                          |
| Koria e Selmaniçit                                          | Кория на Селманч                                            | дъбова гора на И                                            |
| Koria e Xhemkës                                             | Кория на Джемка                                             | кория на СИ                                                 |
| Koria e Zeqos                                               | Кория на Зего                                               | дъбова и лешникова кория на З                               |
| Koriet e Sul Kamenit                                        | Кория на Сул Камен                                          | дъбова горичка                                              |
| Kroi i Bereqetit                                            | Чешма на берекета                                           | чешма в центъра                                             |
| Kroi i Betallës                                             | Чешма на Бетала                                             | чешма и близко поле на З                                    |
| Kroi i Cafalit                                              | Чешма на Цафал                                              | чешма и ниви на ЮЗ                                          |
| Kroi i Zeqo Farros                                          | Чешма на Зего Фаро                                          | чешма на Ю                                                  |
| Kroi i Kotes                                                | Чешма на Коте                                               | чешма на С                                                  |
| Kroi i Mullahut                                             | Чешма на Мулаху                                             | чешма на хълм на З                                          |
| Kroi i Pajkës                                               | Чешма на Пайка                                              | чешма и ниви на З                                           |
| Kroi i Stankos                                              | Чешма на Станко                                             | чешма на З                                                  |
| Kroi i Shagut                                               | Шакска чешма                                                | чешма на С                                                  |
| Kroi i Shalës                                               | Чешма на Шала                                               | чешма на бряг на Ю                                          |
| Kroi i Zekës                                                | Чешма на Зека                                               | чешма на ЮЗ                                                 |
| Kryjzet                                                     |                                                             | ниви на Ю                                                   |
| Lajthi e Xhanos                                             |                                                             | лешникова гора и ниви на Ю                                  |
| Luadh i Thatë                                               |                                                             | ниви и поле на С                                            |
| Lum’ i Karavidhës                                           | Каравидска река                                             | порой на И                                                  |
| Lum i Math                                                  | Мат                                                         |                                                             |
| Lum i Slivanjit                                             | Сливенска река                                              | реката, която разделя селото                                |
| Lum i Vogël                                                 | Мала река                                                   | река                                                        |
| Llazinë                                                     | Лазина                                                      | ниви на З                                                   |
| Mejtepi                                                     | Мектеп                                                      | бивше турско училище в центъра                              |
| Mezhdat e Vrenit                                            |                                                             | ниви на С                                                   |
| Mulliri i Braho Rrodhes                                     | Мелница на Брахо Роде                                       | мелница на С                                                |
| Mulliri i Bushit                                            | Мелница на Буши                                             | мелница в центъра                                           |
| Mulliri i Demko Rrodhes                                     | Мелница на Демко Роде                                       | мелница на С                                                |
| Mulliri i Pupes                                             | Мелница на Пупе                                             | мелница близо до центъра                                    |
| Nanatumbë/a                                                 | Нанатумба                                                   | открито поле и гора в планината на Ю                        |
| Nënëvarre                                                   |                                                             | ниви на И                                                   |
| Përroi i Cekrovës                                           | Църковен порой                                              | порой и ниви на И                                           |
| Përroi i Ormanit                                            | Османов порой                                               | порой на З                                                  |
| Pluk/u                                                      | Плук                                                        | ниви на С                                                   |
| Poçinovë/a                                                  | Починова                                                    | хълм на З                                                   |
| Qeramidhice/a                                               | Керамидица                                                  | ниви в полето на З, където се правели керемиди              |
| Rafshtira/t                                                 | Рафщира                                                     | ниски хълмове на СИ                                         |
| Rakickë/a                                                   | Ракицка                                                     | хълмове с горички и ниви на З                               |
| Sepet/i                                                     | Сепет                                                       | пасище на Ю                                                 |
| Stanobërdhë/a                                               | Станобърда                                                  | хълм в полето на З                                          |
| Shardhagane                                                 | Шардагане                                                   | лозе на С                                                   |
| Shimitër                                                    | Шимитър                                                     | развалини на църква и пасище, близо до селото               |
| Shinepremte                                                 |                                                             | ниви на И                                                   |
| Shollagan/i                                                 |                                                             | ниви в полето на С                                          |
| Shpell e Alevicës                                           | Алевишка пещера                                             | пещера в планината на Ю                                     |
| Ura                                                         | Мост                                                        | мост в центъра                                              |
| Verret e Klishës                                            | Църковно гробище                                            | гробове на СЗ                                               |
| Vranomat                                                    | Враномат                                                    | ниви на З                                                   |
| Xhamia                                                      | Джамия                                                      | бивша джамия, превърната по гръцко време в църква           |
| Xhumb/a e Shqipes                                           |                                                             | хълм на СИ                                                  |
| Zanog/u                                                     | Занога                                                      | ниви на С                                                   |

| Име      | Име    | Ново име | Ново име | Описание                                 |
| -------- | ------ | -------- | -------- | ---------------------------------------- |
| Плаксени | Λαξένη | Лаксенти | Λαξεντὴ  | връх в Гълъмбица (1108 m), З над Ревани  |
| Ревани   | Ρεβένι | Охирон   | Οχυρόν   | връх в Гълъмбица (1115 m), ЮИ над Ревани |

| Година    | 1913 | 1920 | 1928 | 1940 | 1951 | 1961 | 1971 | 1981 | 1991 | 2001 | 2011 | 2021 |
| --------- | ---- | ---- | ---- | ---- | ---- | ---- | ---- | ---- | ---- | ---- | ---- | ---- |
| Население | 689  | 721  | 623  | 617  | 624  | 530  | 581  | 610  | 581  | 624  | 456  | 379  |